# 코시현

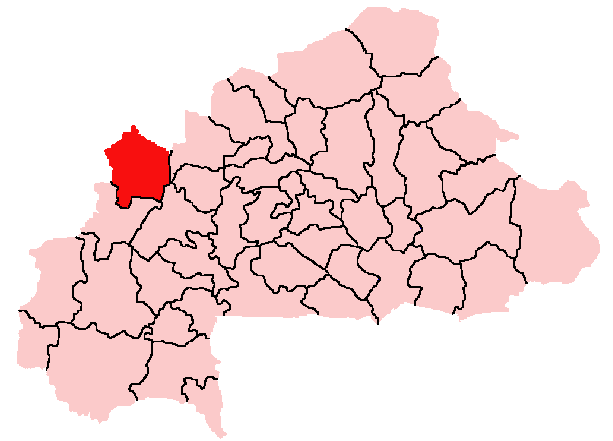
코시현의 위치

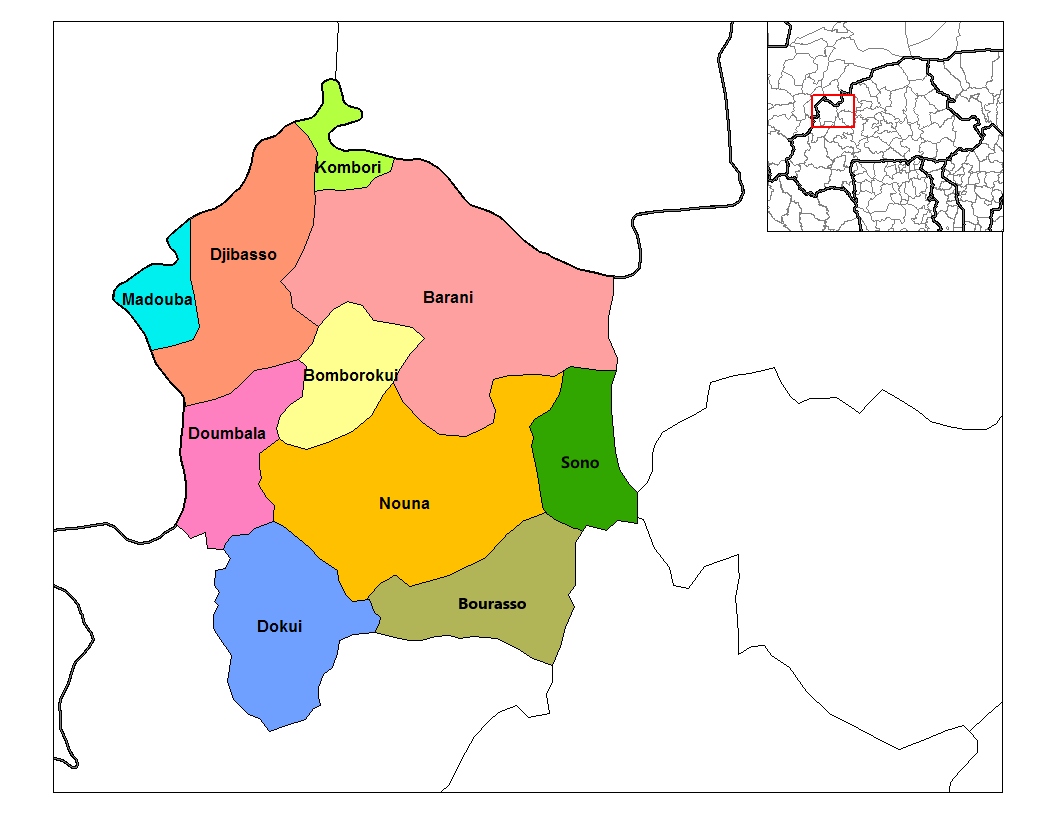
코시현의 행정 구역

코시현(프랑스어: Kossi)는 부르키나파소 부클뒤무운주에 위치한 현으로, 현도는 누나이며 면적은 7,324km2, 인구는 272,223명(2006년 기준)이다. 10개 군(바라니군, 봄보로키군, 부라소군, 지바소군, 도쿠이군, 둠발라군, 콤보리군, 마두바군, 누나군, 소노군)을 관할한다.

## 같이 보기
- 부르키나파소의 주
- 부르키나파소의 현